# Engilriches
Engilriches ist eine Wüstung in der Gemarkung der heutigen Gemeinde Künzell im Landkreis Fulda.

## Geschichte
Von Engilriches liegt nur eine schriftliche Nachricht vom 12. August 812 vor. In einer Urkunde vermachte Engilrih an diesem Tag neben anderem Besitz auch je einen Neubruch an der Haune und an der im Goldloch an der Eube bei der entspringenden Lütter. Die Namen waren Theotricheshus, das heutige Dietershausen, und Engilriches. Konrad Lübeck datiert die Anfänge des Ortes ins 7. Jahrhundert und glaubt, dass es von einem gleichnamigen Vorfahr des schenkenden Engilrih gerodet wurde. Er vermutet seine Lage nahe Dietershausen.